# Talula
Talula je ženské křestní jméno. Pochází z gaelského jména Tuilelaith, které bylo utvořeno z irských slov tuile hojnost, spousta a flaith kněžna, princezna. Jméno se tedy vykládá jako bohatá dáma. Další varianta je Talulah.
Varianta Tallulah je jméno indiánského jazyka Choctaw. Znamená skákající voda nebo též utíkající voda.

## Domácké podoby
Taly, Talulka, Lula, Lulu, Talul

## Známé nositelky
- Talulah Riley, britská herečka
- Talula Holt, herečka
- Talulah Marie, herečka
- Talulah Rodriguez-Anderson, šampionka Velké ceny z roku 2002
- Talula Sheppard, herečka

- Tallulah Bankhead, americká herečka a moderátorka
- Tallulah Belle Willis, dcera amerických herců Bruce Willise a Demi Moore

## Další
- My name is Talulla je píseň od Bugsy Malone
- Talula je píseň z alba Boys for Pele (1996) od zpěvačky Tori Amos